# Biniaiet Vell
Biniaiet Vell, ou selon sa dénomination complète le village talayotique de Biniaiet Vell, est un site archéologique situé à la limite entre les communes de Port Mahon et d'Alaior, dans l'est de l'île de Minorque, dans les Baléares, en Espagne. Le site est attribué à la culture talayotique et daté de l'Âge du fer. Biniaiet Vell était considéré jusqu'au début du XXe siècle comme l'un des sites préhistoriques les mieux conservés de l'île, mais il a été gravement endommagé en 1918 lors de travaux de construction d'une route.

## Historique
Le village est mentionné en 1818 par l'historien minorquin Joan Ramis i Ramis dans son ouvrage Antigüedades célticas de la Isla de Menorca. De par sa superficie, le site est alors considéré comme l'un des plus grands sites talayotiques de l'île. Il est d'ailleurs possible que le site talayotique voisin de Sant Vicenç d’Alcaidús et Biniaet Vell n'aient formé à l'origine qu'un seul et même village qui aurait été scindé en deux sites distincts par la construction de la route moderne,. En 1916, Antonio Vives Escudero et Francesc Hernández Sanz y mènent l'une des premières fouilles archéologiques de Minorque. Les travaux se sont concentrés sur la zone située au sud-est du talayot central et sur deux petites surfaces au nord et à l'ouest de cette construction. Plusieurs habitations post-talayotiques ont ainsi été fouillées. Les résultats partiels de ces fouilles n'ont toutefois été publiés qu'en 1973. Le matériel archéologique découvert correspond à des tessons de céramique datés du Ve au Ier siècle av. J.-C. et à des objets domestiques en pierre (mortiers et meules). Dès les années 1960, Maria Lluïsa Serra Belabre avait identifié, à proximité du site, des carrières préhistoriques d'où avaient été extraits les matériaux nécessaires à la construction de l'habitat.
En 1918, le site de Biniaiet Vell a été utilisé comme carrière pour réparer la route de l'île entre Port Mahon et Ciutadella. Le talayot central et d'autres édifices ont alors été détruits.
Le site a été déclaré bien d'intérêt culturel en 1966 et est enregistré sous le numéro RI-51-0003520.

## Description

### Les talayots
Le talayot nord, de forme ronde, correspond au point culminant du site. Il est désormais entouré par un mur moderne en pierres sèches. Sur son sommet, une borne d'arpentage en maçonnerie indique la limite municipale entre Port Mahon et Alaior. Le talayot sud est situé à environ 200 m au sud-ouest du talayot nord. Il est lui-aussi en mauvais état de conservation mais depuis son sommet on bénéficie d'une vue spectaculaire sur une grande partie de la côte. Un troisième talayot central, qui était le plus grand des trois, a été démoli en 1918. Son emplacement est marqué par un groupe d'oliviers.

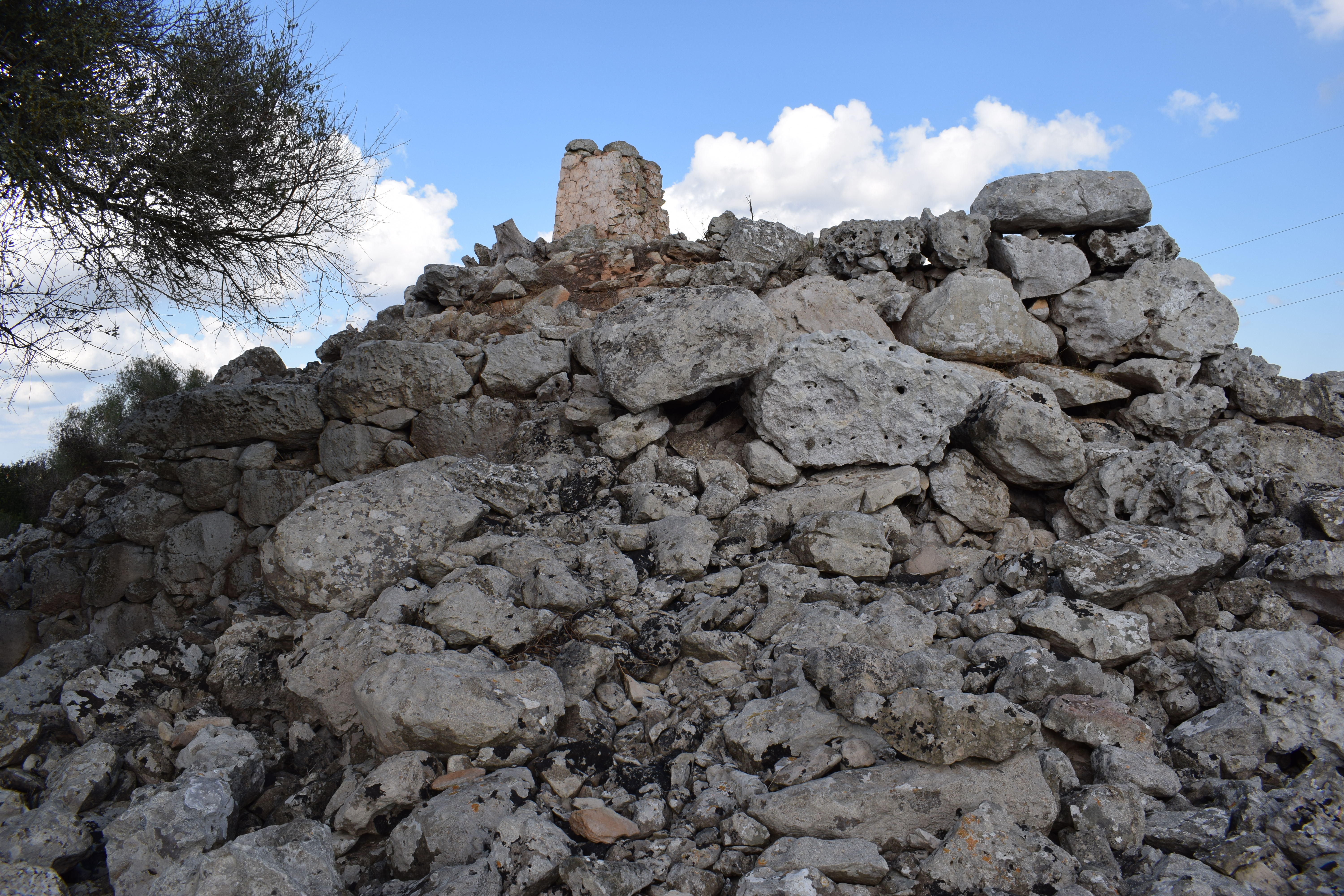
Talayot nord.
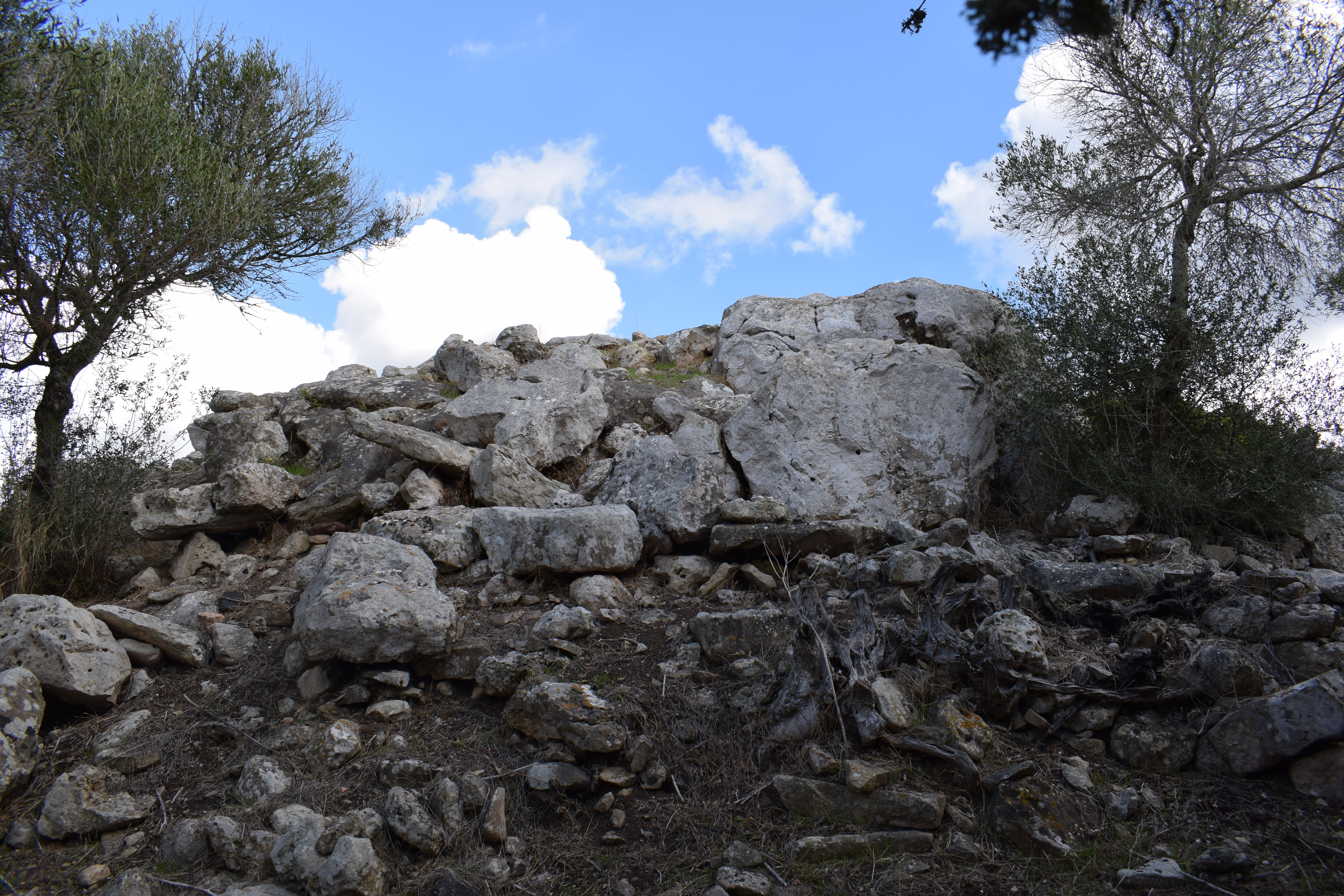
Talayot sud.
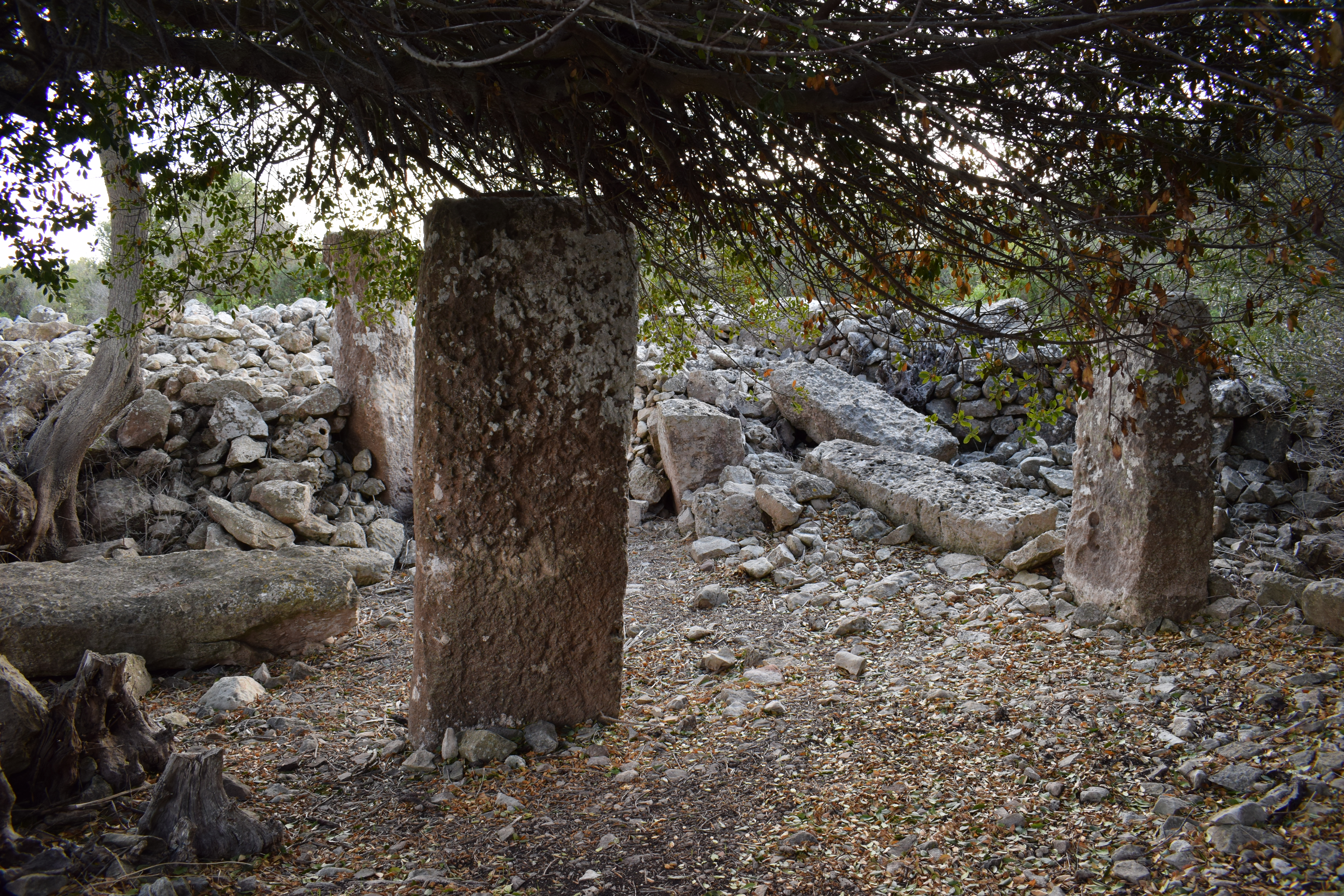
Maison.
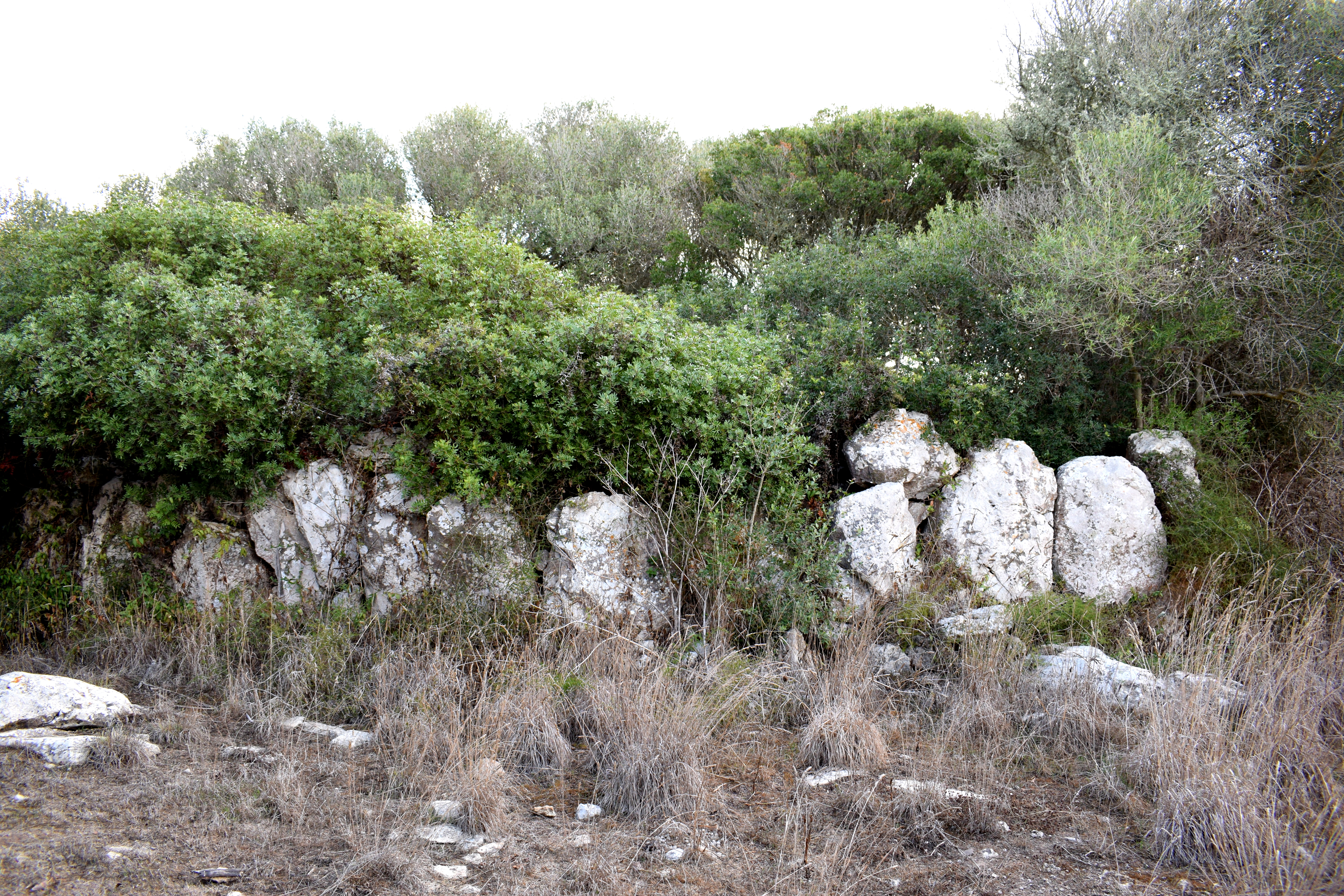
Cercle non fouillé.

### Les habitats
Dans toute la zone comprise entre les deux talayots, on peut voir des vestiges d'habitations post-talayotiques du type cercles. Seules trois maisons près du talayot central ont été fouillées en 1916, et baptisées ultérieurement maisons n° 1 à 3 par Lluís Plantalamor Massanet.
La maison n° 1, située au nord de l'ancien talayot central, a probablement été construite directement contre le mur extérieur de ce dernier. Son mur à double paroi est constitué de gros blocs disposés à la verticale côté extérieur et de pierres disposées à l'horizontal côté intérieur. Il n'en demeure qu'une pièce de 5,50 m de long sur 3 m de large, accessible au nord par un couloir de 3 m de long. A l'origine, la maison devait être ronde et mesurer environ 12 m de diamètre.
La maison n° 2 est adossée au talayot central côté sud-ouest. Sa construction est similaire à celle d'une maison de type cercle mais son plan est irrégulier car il résulte d'ajouts successifs d'espaces différents. Un premier ensemble correspond à une maison rectangulaire construite avec des blocs irréguliers le long de la façade sud. Le mur est incliné vers l'intérieur et incorpore trois pilastres. Le second ensemble est adossé au sud du premier ; son plan est en forme de « L ». Il est composé d'une petite pièce quadrangulaire à l'est et d'un espace triangulaire au nord-ouest. Au total, la maison dispose d'une surface utile d'environ 141,5 m2 et elle pouvait accueillir 34 à 35 personnes.
La maison n° 3 est accolée à la maison n° 2 côté sud-ouest. Son plan est en forme de « L ». Elle mesure 13 m dans le sens nord-sud et 11,3 m dans le sens est-ouest. La surface habitable était d'environ 68,50 m2. Elle pouvait accueillir 16 à 17 personnes. On entrait dans la maison par le sud. Un petit couloir donne accès à une cour intérieure comprenant un foyer au nord-est. Au nord et à l'ouest de la cour, il y a deux pièces, dont la plus grande, au nord-ouest, mesure 4,50 m de large sur 5,50 m de long.

## Datation
Le matériel archéologique découvert comprend un grand mortier en pierre, des amulettes et des objets en bois et des poteries hellénistiques, romaines et ibériques. Les fouilles de 1916 sont très mal documentées en raison de la mort prématurée d'A. Vives. Par comparaison avec le matériel découvert lors des fouilles du site voisin de Sant Vicenç d’Alcaidús, le site de Biniaiet Vell a été daté au plus tôt du VIe siècle av. J.-C..